# 拉米亞

由賀拔·占姆斯·德拉佩爾繪畫的《拉米亞》（1909年）

拉米亞（希腊语：Λάμια），是古希臘神話中一頭半人半蛇的女性怪物，亦是在西方以獵殺小孩聞名的蛇妖。在古希臘、羅馬的神話中，有很多像拉米亞般有著殺害孩童舉動的女妖，而拉米亞的特徵正在於其上半身為嬌豔女性，下半身卻是蛇類。 其名字拉米亞來自希臘語「Λάμιος」，意指「食道」，象徵「貪欲」，描述拉米亞吞食兒童的形象。

## 典故
拉米亞是希臘神話中海神波塞冬與拉比（Lybie，利比亞國的人格化象徵）所生的女兒，亦是利比亞國的皇后，有著出眾的美貌。後來主神宙斯發現了拉米亞的美色，主動與其結交，於是拉米亞就成為了宙斯的情婦。
可是這段關係很快便被天后赫拉所揭發，怒不可遏的赫拉把拉米亞所生的孩子全都擄走並加以殺害，又向傷心不已的拉米亞施咒，令拉米亞變成半人半蛇的怪物。拉米亞在赫拉咒語的影響下，每到傷心欲絕的時候都會憶子成狂，不能抑制地到處殘殺及吞食孩童，以作報復；為了令拉米亞無盡地受苦，赫拉更奪去了拉米亞的睡眠（另有一說，指赫拉施咒令拉米亞永遠不能合上眼睛，所以她會不斷地看到自己兒子被殺害的情景），令她日以繼夜地受咒語折磨而出動殺人。

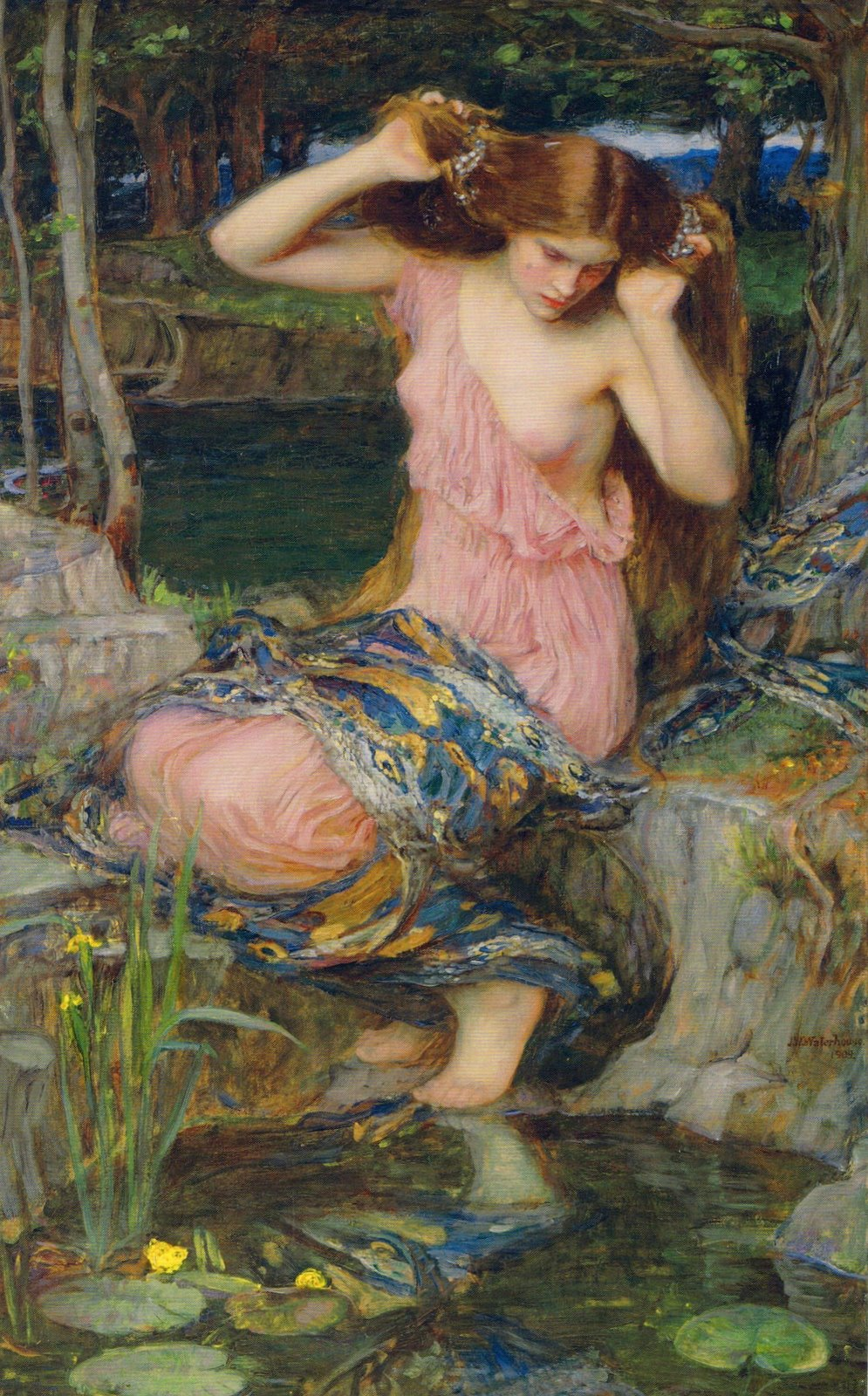
約翰·威廉姆·沃特豪斯作品《Lamia》（1909）：拉米亞褪下蛇皮

為了向拉米亞作出補償，宙斯在不敢過於拂逆赫拉咒語的狀況下，賜予拉米亞「能在短時間內取下自己眼睛」以及精於占卜的能力，在取下眼睛的時候，拉米亞是可以睡眠的 。可是，拉米亞以後就只能夠活在仇恨與哀痛之中，不斷由妒生恨地殺害別人的孩子，令其它為人母者感受與其一樣的悲痛。
賀拉斯在他的論文集《Ars Poetica》中曾經提到被拉米亞吞下的兒童再也無法復生，詩句內容是「Neu pranse Lamiae vivum puerum extrabat alvo」詩人亞歷山大·蒲柏把句子翻譯成：「想要拉米亞把她所吞下的孩子復生，是否要在她面前吞下她的兒子，讓她感同身受才行呢？（Shall Lamia in our sight her sons devour, and give them back alive the self-same hour?）」
希臘詩人斯特西科羅斯想像拉米亞與特同產下了斯庫拉。更有指拉米亞是由斯特拉波及亞里士多德所創作的說法。在《聖經》的武加大譯本中，耶柔米曾把象徵吸血及性愛的莉莉斯翻譯成「拉米亞」，可見即使在基督教教義中，「拉米亞」都代表著女性罪惡者及誘惑者。
曾有人評論拉米亞，指「拉米亞的主要特徵是她對血液的飢渴，那一種飢渴象徵著她們的不潔、她們的貪吃以及她們的愚昧（the chief characteristics of the Lamiae, apart from their thirst for blood, are their uncleanliness, their gluttony, and their stupidity）」。

## 藝術特徵
後世的創作家為拉米亞的傳說添上大量駭人聽聞的成份，各類作品大都載於《蘇達辭書》內，文藝復興時期再由柏芬治（Thomas Bulfinch）收集於《寓言與成語大辭典》（Brewer's Dictionary of Phrase and Fable）中。在這些文藝作品中，拉米亞的形象仍然以「嫉妒世間母親及殘食她們兒子」為主，而且大都被塑造成女性。不過阿里斯托芬卻提出拉米亞具有男性性徵，可能是雌雄同體的生物。
學者尼古拉斯（Nicolas K. Kiessling）則把拉米亞與中世紀史詩《貝奧武夫》中的兩種生物Succubus及Grendel作比較。在某些記載中，拉米亞亦被想像為「誘惑者」，她們以美色勾引男性，騙其成婚，最後會將丈夫吞食。傳說古馬其頓將領德米特里一世就曾與拉米亞所化身的妓女相交，因而惡名遠播。
在西方社會，很多母親都會以拉米亞的傳說恫嚇孩子，要他們聽話。「拉米亞」的故事經常被如此宣揚，逐漸成為一個熟為人知的精靈故事，並且被利用為具備訓育意義的反面工具。

## 各種拉米亞傳說
希臘神話中的拉米亞，多數泛指上述的半人蛇女妖。然而文獻中拉米亞的涵義尚有數個指向，其概況如下：
- 同樣是海神波塞冬的女兒。與宙斯一起產下利比亞的女先知西彼拉的女性。
- 專門吸食孩童血液的女性怪物群（形象是吸血鬼）。
- 德爾斐怪物修巴利斯的別名。
- 愛琴海萊斯勃斯島上獵食兒童的年輕女幽靈的別名。
- 保加利亞民間傳話中的一種怪物。

## 相关
魔物娘的同居日常
魔王的父亲
十字架与吸血鬼
魔物娘的醫生
惡魔奶爸

## 備註
1. ↑  按照《大英百科全書》線上繁體中文版，译为「拉彌亞」 的存檔，存档日期2008-04-16.
2. ↑  .   [2008-03-27]. （原始内容存档于2021-01-25）.
3. ↑  阿里斯托芬，《The Wasps》，節1177
4. ↑  在貝爾《Women of Classical Mythology》、蘇達辭書〈Lamia〉、普魯塔克〈On Being a Busy-Body〉、阿里斯托芬《Peace》中的注釋第757條與及《奧德賽》注釋等地方都有提及相關情節（《二十世紀神話辭典》）
5. ↑  參閱荷馬的《奧德賽》：「斯特西科羅斯·費洛格」
6. ↑  羅遜《Modern Greek Folklore and Ancient Greek Religion: A Study in Survivals》175頁，劍橋大學出版社（1910年）
7. ↑  阿斯托芬《Peace》第一章，頁758
8. ↑  阿特納奧斯《Deipnosophistae》第三章8.29節
9. ↑  特土良《Against Valentinius》第三章

## 外部連結
- 拉米亞 （页面存档备份，存于）